# Neope bhadra
Neope bhadra är en fjärilsart som beskrevs av Moore 1857. Neope bhadra ingår i släktet Neope och familjen praktfjärilar. Inga underarter finns listade i Catalogue of Life.